# Serie 1000 de CP
La Serie 1000, también denominada como Drewry, en referencia a su fabricante, se refiere a un tipo de locotractora utilizada por la compañía de los Caminhos de Ferro Portugueses.

## Historia
Estas unidades fueron compradas, junto con otros tipos de material circulante, en el ámbito del Plan de Reequipamiento del gobierno portugués, con el propósito de sustituir la flota de material circulante a vapor, cuya circulación se encontraba reducida, debido a la escasez de carbón. Los fondos de este proyecto fueron obtenidos del Plan Marshall, una iniciativa de apoyo económico en las naciones europeas afectadas por la Segunda Guerra Mundial. El número de serie que le fue atribuido, 1000, vino del hecho de ser las primeras unidades motoras de tracción a gasóleo de la compañía de los Caminhos de Ferro Portugueses, cuyo método de clasificación de material motor fue alterado en este año para dar cabida al servicio de las nuevas unidades; este nuevo esquema dictó que la numeración de las locomotoras y locotractoras debería ser ascendente, por orden de compra y tipo de disposición de los ejes.
De origen británico, su propósito primitivo era efectuar maniobras en zonas en construcción.

## Ficha técnica
- Datos generales:
  - Número de unidades: 6 (1001-1006)
  - Año de Entrada en Servicio: 1948[1]
- Constructores
  - Partes mecánicas: Drewry Car Co.
  - Motor: L. Gardner and Sons
  - Freno: Westinghouse Brake and Signal Company Ltd
  - Registador de velocidad: Drewry Car Co. (sin indicador)
  - Disposición de los ejes: C[1]
- Dimensiones
  - Altura (total): 3,740m
  - Anchura: 2,345 m
  - Longitud: 7,815m
  - Diámetro de las ruedas (nuevas): 0,991 m
- Perfil
  - Velocidad Máxima: 41,5 km/h
  - Esfuerzo inicial máximo de tracción: 7600 kg
  - Factor de adhesión: 0,25
  - Esfuerzo de tracción máxima a velocidad máxima: 1020 kg
  - Potencia nominal en carril: 150 Cv
  - Peso en marcha: 30,4 ton.
  - Peso máximo por eje: 11 ton.
- Motor
  - Constructor: L. Gardner and Sons
  - Tipo: 8L3
  - Disposición y número de cilindros: 8 en línea
  - Velocidad: 1200 r. p. m.
  - Potencia nominal: 200 Cv[1]
- Transmisión
  - Tipo: Mecánica
  - Caja de Velocidades: Wilson-Drewry Car Co. CA5
  - Relación final de Transmisión: 5,32:1